# Жилгородок (Оренбургская область)
Жилгородо́к — посёлок в Сакмарском районе Оренбургской области России. Административный центр Дмитриевского сельсовета.

## География
Посёлок находится на левом берегу реки Сакмара, на расстоянии 12 км к востоку от села Сакмара, административного центра района, и 35 км к северо-востоку от города Оренбург, административного центра района.

### Часовой пояс
Посёлок Жилгородок, как и вся Оренбургская область, находится в часовой зоне МСК+2. Смещение применяемого времени относительно UTC составляет +5:00.

## История
Основан в 1953 году как жилой городок военнослужащих военного аэродрома Чебеньки, который находится на расстоянии 3,5 км к юго-востоку от села. Заселение началось в 1954 году. В разные годы в посёлке построено 17 многоквартирных домов и ряд индивидуальных домов.

## Население
| 2010 |
| ---- |
| 1666 |

### Национальный состав
Согласно результатам переписи 2002 года, в национальной структуре населения русские составляли 77 % из 2165 чел.

## Улицы
- ул. Авиационная,
- ул. Лесная,
- ул. Садовая,
- ул. Центральная.